# 聯合國站 (馬尼拉輕軌)
聯合國站位在馬尼拉艾米塔區，屬於馬尼拉輕軌1號線的車站，於1984年12月1日正式啟用。該車站處於塔夫脱大道和聯合國大道路口，站體坐落塔夫脱大道而橫跨聯合國大道。

## 周邊設施
車站緊鄰馬尼拉著名地標黎剎公園，也能通往菲律賓大理院、菲律賓觀光部、菲律賓司法部、菲律賓國家調查局與世界衛生組織西太平洋區辦公室等機關，此外亦可抵達亞當森大學、菲律賓科技大學、菲律賓大學馬尼拉分校文理學院、馬尼拉聖伊莎貝爾學院、埃米利奧·阿奎納多學院及馬尼拉科學高中。

## 車站結構
| 3樓  | 側式月台，車門由右側開啟 | 側式月台，車門由右側開啟                                                      |
| 3樓  | A月台                    | ← 1號線 小費爾南多·波因方向                                                   |
| 3樓  | B月台                    | → 1號線 桑托斯博士方向 →                                                      |
| 3樓  | 側式月台，車門由右側開啟 |                                                                               |
| 2樓  | 車站大廳                 | 驗票閘門、售票亭、車站控制、商店                                              |
| 地面 | 街區                     | 奧利維亞·薩拉曼卡廣場、世界衛生組織西太平洋區辦公室、馬尼拉高等學校、時代廣場 |

## 站景

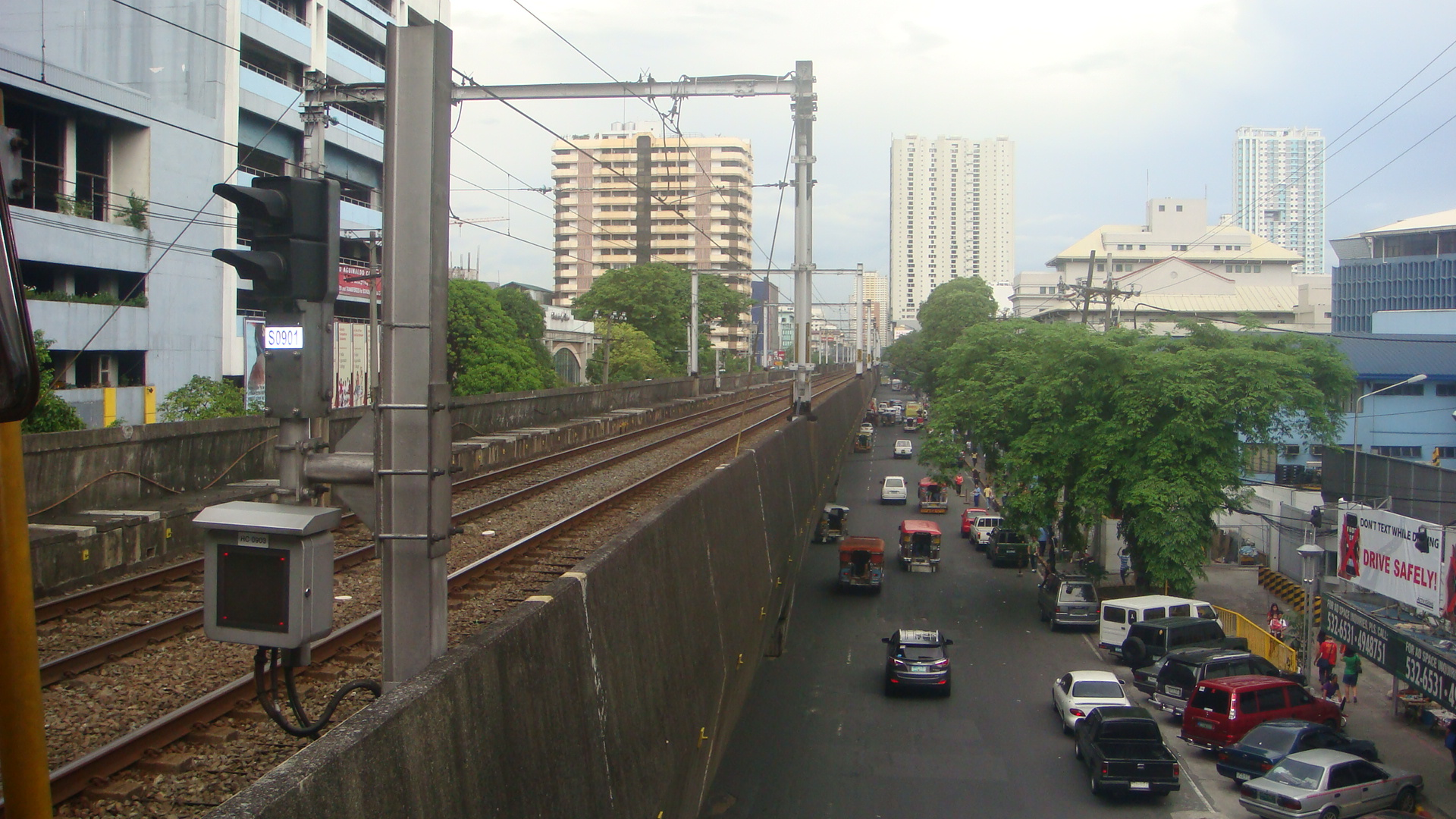
從車站望向塔夫脱大道
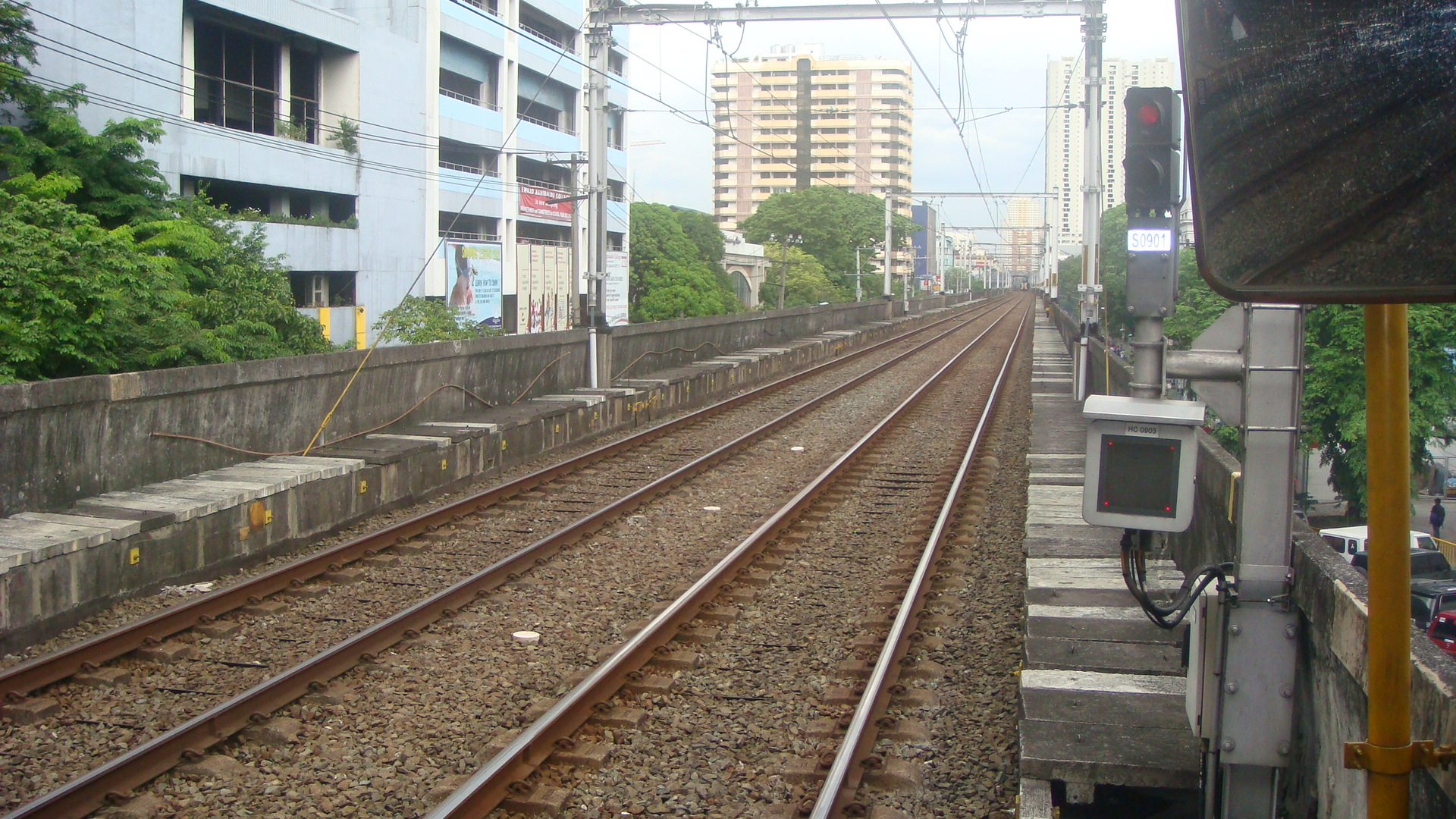
從車站望向軌道
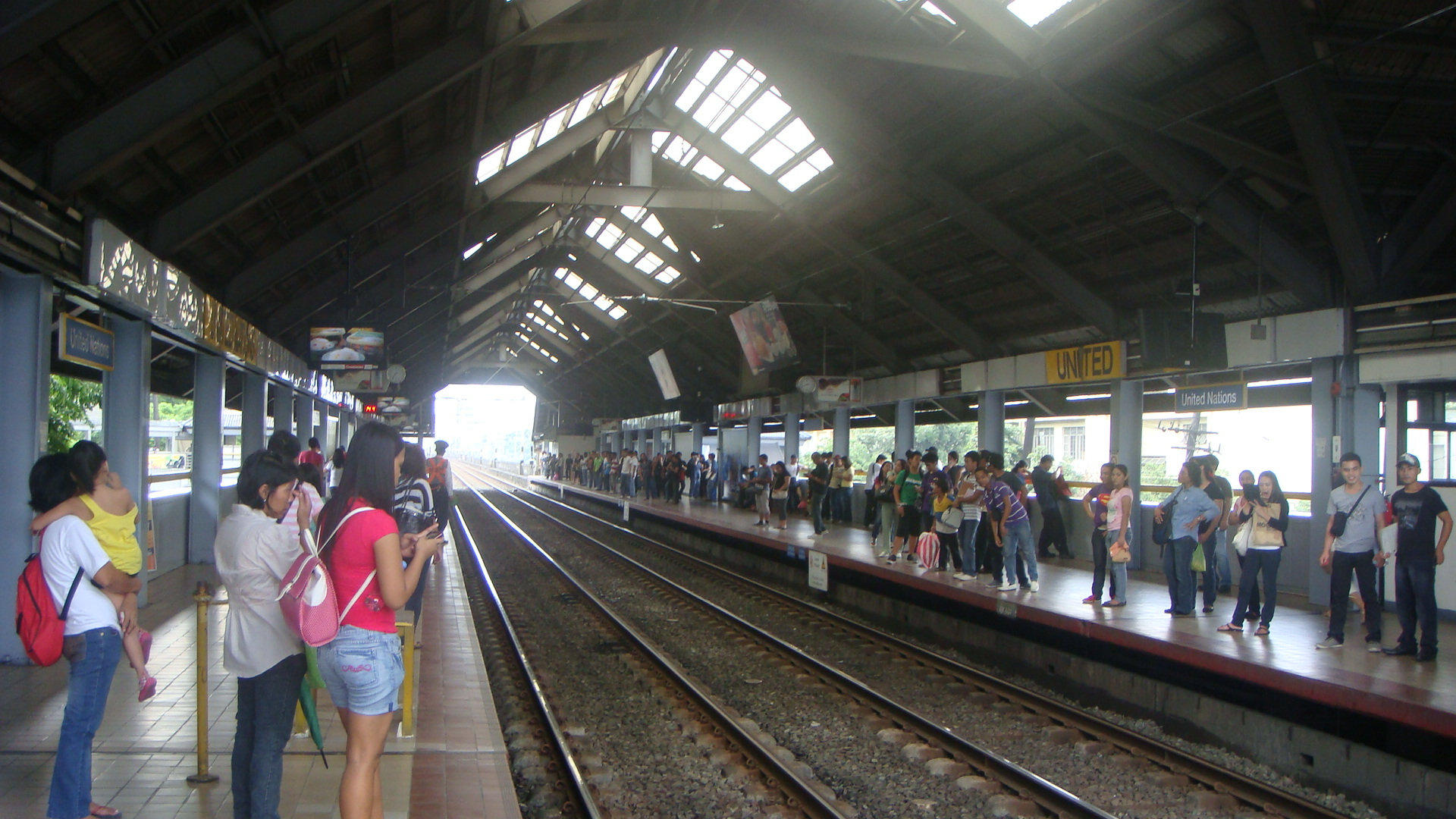
聯合國站月台全景